# Ельшанка (река)
Ельша́нка или Ельша́нский овра́г — малая река, протекающая по территории города Волгограда в России, правый приток Волги. По реке проходит граница между Ворошиловским и Советским районами города.

## Гидрография и экология
Река Ельшанка берёт исток в километре на северо-запад от микрорайона Верхняя Ельшанка, за дачным посёлком у полотна Приволжской железной дороги на перегоне между станциями «Садовая» и «Максима Горького». Длина реки — 5,2 км. Площадь водосборного бассейна — 20,4 км².
На всём протяжении река течёт почти параллельно железной дороге. От истока она берёт направление на восток, проходит между станцией «Садовая» и Верхней Ельшанкой, затем поворачивает на юго-восток, оставляя по правому берегу «Посёлок кирпичного завода». Здесь река образует несколько прудов.
После пересечения 2-й Продольной магистрали, русло большей частью замыто и засыпано. Ельшанский овраг на этом участке разделяет Максимовский разъезд (левый берег) и улицы Садовая, Дуганская и Смычки (правый берег). Район иногда называют Средней Ельшанкой.
Нижняя часть русла полностью скрыта в ливневых коллекторах
Здесь Ельшанку пересекают два автомобильных моста, над ней проходит линия метротрама и автомобильный туннель. В Ельшанском овраге находится станция метротрама «Ельшанка», а район возле устья на правом берегу называется Нижняя Ельшанка. В этой части русла планируют создать парк развлечений и построить прибрежное шоссе — «нулевую магистраль» Волгограда.

## Название
Ельшанка (Елшанка, Ольшанка) — распространённый гидроним в Волжском регионе. Название очевидно давалось рекам с зарослями ольхи вдоль берегов.
Натуралист Самуил Георг Гмелин в 1771 году указывал на существование также «второй и третьей Ельшанки» в нынешней южной части Волгограда:

«Между Царицыном и селением сарпинским вытекают три речки, кои вообще Ельшанками называются, и различаются одна от другой только сим наименованием: первая, вторая и третья Ельшанка. Первая в семи, вторая в двенадцати и третья в осьмнадцати верстах отстоят от Царицына».
— 
Второй Ельшанкой Гмелин называл Купоросный ручей, третьей — возможно, Григорову балку, хотя расположенную южнее неё Отраду в прошлом также именовали Ельшанкой. Ещё несколько ельшанок можно обнаружить в Саратовской области и под Камышином.

## Флора и фауна
В Ельшанском овраге, особенно в верхнем и среднем участке реки, растут камыш, рогоз, тростник и осока. Животный мир представляют грызуны, птицы, пресмыкающиеся, земноводные и насекомые
Городские власти с 2000-х годов уничтожают на прудах Ельшанки личинки комаров химическим составом.